# Аулія руда
Аулія руда (Laniocera rufescens) — вид горобцеподібних птахів родини бекардових (Tityridae).

## Поширення
Вид поширений у Центральній Америці та на заході Колумбії та Еквадору. Його природне середовище проживання- субтропічний або тропічний вологий низинний ліс.

## Опис
Дрібний птах, завдовжки 20-21 см, важить в середньому 48 г. Оперення тіла і голови рожеве, з темнішою короною і світлішим крупом. Самці мають жовту або помаранчеву пляму на грудях, яка зазвичай прихована. Дзьоб чорнуватий, крім основи щелепи сіруватого кольору; ноги сірі.

## Спосіб життя
Його раціон складається переважно з комах та інших членистоногих, дрібних плазунів та фруктів.

## Підвиди
- Laniocera rufescens rufescens (Sclater, 1858) — від південно-східної Мексики на південь від прибережної Колумбії;
- Laniocera rufescens griseigula (Hartert, 1902) — північно-західна Колумбія;
- Laniocera rufescens tertia Meyer de Schauensee, 1950 — південно-західна Колумбія і північно-західний Еквадор.